# Lijst van voetbalinterlands Botswana - Burkina Faso
Deze lijst van voetbalinterlands is een overzicht van alle officiële voetbalwedstrijden tussen de nationale teams van Botswana en Burkina Faso. De landen speelden tot op heden vijf keer tegen elkaar. De eerste ontmoeting, een vriendschappelijke wedstrijd, werd gespeeld op 29 september 2013 in Gaborone. Het laatste duel, een kwalificatiewedstrijd voor de Afrika Cup 2019, vond plaats in Francistown op 16 oktober 2018.

## Wedstrijden
| № | Plaats      | Datum             | Competitie                   | Wedstrijd               | Uitslag |
| - | ----------- | ----------------- | ---------------------------- | ----------------------- | ------- |
| 1 | Gaborone    | 29 september 2013 | Vriendschappelijk            | Botswana − Burkina Faso | 1 − 0   |
| 2 | Francistown | 5 september 2015  | Afrika Cup 2017 kwalificatie | Botswana − Burkina Faso | 1 − 0   |
| 3 | Ouagadougou | 4 september 2016  | Afrika Cup 2017 kwalificatie | Burkina Faso − Botswana | 2 − 1   |
| 4 | Ouagadougou | 13 oktober 2018   | Afrika Cup 2019 kwalificatie | Burkina Faso − Botswana | 3 − 0   |
| 5 | Francistown | 16 oktober 2018   | Afrika Cup 2019 kwalificatie | Botswana − Burkina Faso | 0 − 0   |

## Samenvatting
| Competitie              | Totaal gespeeld | Winst Botswana | Gelijk | Winst Burkina Faso | Doelsaldo Botswana – Burkina Faso |
| ----------------------- | --------------- | -------------- | ------ | ------------------ | --------------------------------- |
| Afrika Cup-kwalificatie | 4               | 1              | 1      | 2                  | 2 − 5                             |
| Vriendschappelijk       | 1               | 1              | 0      | 0                  | 1 − 0                             |
| Totaal                  | 5               | 2              | 1      | 2                  | 3 − 5                             |

Wedstrijden bepaald door strafschoppen worden, in lijn met de FIFA, als een gelijkspel gerekend.
BFA · Botswaans vrouwenelftal · Olympisch elftal
1968 – 1979 ·
1980 – 1989 ·
1990 – 1999 ·
2000 – 2009 ·
2010 – 2019 ·
2020 − 2029
Algerije ·
Angola ·
Burkina Faso ·
Burundi ·
Centraal-Afrikaanse Republiek ·
China ·
Comoren ·
Congo-Kinshasa ·
Egypte ·
Equatoriaal-Guinea ·
Eritrea ·
Ethiopië ·
Gabon ·
Ghana ·
Guinee ·
Guinee-Bissau ·
Irak ·
Iran ·
Ivoorkust ·
Kaapverdië ·
Kenia ·
Lesotho ·
Liberia ·
Libië ·
Madagaskar ·
Malawi ·
Mali ·
Marokko ·
Mauritanië ·
Mauritius ·
Mozambique ·
Namibië ·
Nieuw-Zeeland ·
Niger ·
Nigeria ·
Oeganda ·
Rwanda ·
Senegal ·
Seychellen ·
Somalië ·
Swaziland ·
Tanzania ·
Togo ·
Trinidad en Tobago ·
Tsjaad ·
Tunesië ·
Zambia ·
Zimbabwe ·
Zuid-Afrika ·
Zuid-Soedan ·
Zweden
FBF · A-internationals · Olympisch elftal · Burkinees vrouwenelftal
1960 – 1969 · 
1970 – 1979 · 
1980 – 1989 · 
1990 – 1999 · 
2000 – 2009 · 
2010 – 2019 ·
2020 − 2029
Algerije ·
Angola ·
Bahrein ·
België ·
Benin ·
Botswana ·
Burundi ·
Centraal-Afrikaanse Republiek ·
Chili ·
Comoren ·
Congo-Brazzaville ·
Congo-Kinshasa ·
Djibouti ·
Egypte ·
Equatoriaal-Guinea ·
Ethiopië ·
Gabon ·
Gambia ·
Ghana ·
Guinee ·
Guinee-Bissau ·
Iran ·
Ivoorkust ·
Kaapverdië ·
Kameroen ·
Kazachstan ·
Kenia ·
Kosovo · 
Lesotho ·
Liberia ·
Libië ·
Madagaskar ·
Malawi ·
Mali ·
Marokko ·
Mauritanië ·
Mozambique ·
Namibië ·
Niger ·
Nigeria ·
Noord-Korea ·
Oeganda ·
Oezbekistan ·
Oman ·
Qatar ·
Senegal ·
Seychellen ·
Sierra Leone ·
Soedan ·
Swaziland ·
Tanzania ·
Togo ·
Tunesië ·
Zambia ·
Zimbabwe ·
Zuid-Afrika ·
Zuid-Korea ·
Zuid-Soedan
Nigeria (2013)